# سفری خاتون
سِفری خاتون (درگذشته پس از ۴۸۵ هـ. ق) شاهدخت سلجوقی و همسر خلیفه عباسی، المقتدی بالله، از زنان درباری اثرگذار سدهٔ پنجم هجری قمری بود. او دختر آلپ ارسلان، دومین سلطان بزرگ سلجوقی، و خواهر ملکشاه یکم بود. ازدواج او با خلیفه عباسی بخشی از سیاست هم‌پیمانی میان خلافت عباسی و دولت نوپای سلجوقی بود که در نیمه دوم قرن پنجم هجری قمری به‌طور فزاینده‌ای شکل گرفت.

## زندگی‌نامه

#### تبار و خانواده
سفری خاتون در خاندان سلجوقی زاده شد، پدرش آلپ ارسلان (حکومت: ۴۵۵–۴۶۵ هجری قمری) از فاتحان نامدار این دودمان بود و بر بخش‌های وسیعی از جهان اسلام از آسیای مرکزی تا خراسان و بین‌النهرین حکومت می‌کرد. مادر او، سَفَریه خاتون، در سال ۴۶۶ هـ. ق در اصفهان درگذشت. پس از درگذشت آلپ ارسلان، سلطنت به پسرش ملکشاه رسید و سفری خاتون به‌عنوان خواهر سلطان، جایگاهی ویژه در روابط سیاسی ایفا کرد.

#### زمینهٔ ازدواج با المقتدی
در حدود سال ۴۸۰ هجری قمری، المقتدی بالله، خلیفه عباسی، از طریق سفیر و وزیرش عمیدالدین ابن جهیر، از سلطان ملکشاه درخواست کرد تا با یکی از دختران خاندان او ازدواج کند. ملکشاه، با مشورت همسرش ترکان خاتون، سفری خاتون را برای این وصلت برگزید. به گفته ابن اثیر، شرایطی سخت‌گیرانه برای این ازدواج تعیین شد؛ از جمله اینکه خلیفه باید تمامی همسران دیگرش را طلاق دهد و تا زمانی که سفری خاتون زنده است، همسر دیگری اختیار نکند، و همچنین مهریه‌ای گزاف پرداخت کند.
این شرایط نشان از اقتدار سیاسی سلطان سلجوقی و خانواده سلطنتی او دارد. در واقع، خلیفه عباسی که در این دوره در سایه حمایت نظامی سلجوقیان قدرت داشت، برای استمرار اتحاد با دولت سلجوقی تن به این شرایط داد. ازدواج در بغداد برگزار شد و سفری خاتون وارد دارالخلافه شد.

#### نقش سفری خاتون در سیاست سلجوقی–عباسی
در دورهٔ سلجوقی و عباسی، زنان خاندان‌های سلطنتی و خلافتی، اگرچه اغلب از قدرت رسمی محروم بودند، اما در پشت پردهٔ تحولات سیاسی و دیپلماتیک نقش مؤثری ایفا می‌کردند. این نقش‌ها معمولاً از طریق ازدواج‌های سیاسی، مادری شاهزادگان، مدیریت حرم‌سراها، و نفوذ غیررسمی بر پادشاهان و خلفا اعمال می‌شد.
ازدواج‌های سیاسی یکی از ابزارهای رایج برای تثبیت اتحادها یا کاهش تنش‌ها میان قدرت‌های رقیب بود. در این بستر، زنان به‌عنوان واسطه‌های اتحاد میان دو دستگاه سیاسی عمل می‌کردند. نمونه‌ای برجسته از این فرایند، ازدواج سفری خاتون، دختر آلپ ارسلان و خواهر ملکشاه سلجوقی، با خلیفه عباسی المقتدی بالله است. این ازدواج، که به‌دنبال مذاکرات سیاسی میان دو دربار انجام شد، گواهی بر جایگاه دیپلماتیک زنان در نظام‌های قدرت آن دوره است.
لمبتون معتقد است که سفری خاتون نه‌تنها شاهدختی از دودمانی مقتدر بود، بلکه شرایط ازدواجش نیز نشان از اقتدار خانوادهٔ او دارد: خلیفه عباسی مجبور شد تمامی همسران دیگر خود را طلاق دهد و شرط وفاداری انحصاری به او را بپذیرد. چنین شروطی در یک جامعه مردسالار و مذهبی کم‌سابقه بوده و تنها در سایه قدرت فوق‌العادهٔ خاندان سلجوقی و حمایت ترکان خاتون، مادر ملکشاه، ممکن شد. این نمونه بیانگر آن است که زنان دربار، به‌ویژه مادران و دختران شاهان، می‌توانستند در تصمیم‌گیری‌های کلان سیاسی و تعیین مناسبات خلافت و سلطنت نقش‌آفرین باشند.

#### فرزند و جدایی
از این پیوند پسری زاده شد، که برخی منابع او را جعفر نامیده‌اند. با این حال، پس از درگذشت ملکشاه در سال ۴۸۵ هـ. ق و آغاز رقابت‌های سیاسی میان جانشینان او، شرایط برای خلیفه دگرگون شد. خلیفه که دیگر خود را ناگزیر به حفظ اتحاد نمی‌دید، سفری خاتون را طلاق داد. پسر او نیز، علیرغم داشتن تبار سلجوقی، از جانشینی در خلافت محروم شد. گفته شده که خلیفه از آغاز این ازدواج رضایت کامل نداشته و شرایط تحمیلی آن را توهین‌آمیز می‌دانسته است.